# Pinckney Benton Stewart Pinchback
Pinckney Benton Stewart Pinchback (Macon, Geórgia, 10 de maio de 1837 — Washington, 21 de dezembro de 1921) foi um político estadunidense, primeiro governador de um estado dos Estados Unidos da América com ascedência africana. Republicano, governou a Luisiana por 35 dias, de 9 de dezembro de 1872 a 13 de janeiro de 1873.